# LG Arena (KM900)
LG KM900 Arena — мобильный телефон компании LG, флагман модельного ряда 2009 года, оснащенный мультимедийными функциями и трехмерным пользовательским интерфейсом S-class. Первый в мире мультимедийный телефон, в котором реализована технология Dolby Mobile компании Dolby Laboratories, которая обеспечивает объёмный звук при воспроизведении фильмов и музыки.
Уже через месяц с момента выхода модели на европейский рынок продажи LG KM900 Arena составили 300 000 штук.

## Сенсорный интерфейс S-class
В телефоне LG KM900 Arena компания LG Electronics впервые применила трёхмерный пользовательский интерфейс S-class (S означает superior — превосходный).
Он выполнен в виде трехмерного виртуального куба, имеющего четыре настраиваемых экрана, которые при пролистывании пальцем обеспечивают быстрый доступ ко всем функциям телефона непосредственно с рабочего стола.
Рабочий стол состоит из четырёх закладок: ярлыки, виджеты, контакты, избранное медиа, переключение между которыми осуществляется либо движением пальца, либо с помощью трехмерного куба, каждая грань которого является уменьшенной копией одной из закладок. Такое сенсорное меню облегчает поиск в списках контактов или записях мультимедиа. Лента прокрутки выводит разные меню так, как будто они расположены на ролике плёнки, и чтобы пролистать списки развлечений, нужно провести пальцем по роликам пользовательского интерфейса. В режиме фотокамеры на экране ARENA появляется диск управления (похожим диском оснащены профессиональные камеры), с помощью которого можно настроить параметры съёмки.
«Эластичные списки» упрощают поиск по контактам и каталогам. При прикосновении к элементу списка он растягивается и выводит более подробную информацию, опции или возможность редактирования.
Наиболее наглядно динамичная графика интерфейса ARENA проявляется в Галерее с парящими изображениями. Если держать телефон вертикально, фотографии будут расположены ровными рядами. Если повернуть телефон боком, фотографии располагаются каскадом, а их размер значительно увеличивается. Если провести пальцем сверху вниз, будут выведены фотографии, снятые в разные дни. Если провести пальцем слева направо, будут выведены фотографии, снятые в один день в разное время.

## Функциональность
Телефон оснащен камерой 5 Мпикс с функцией стабилизации изображения. Устройство позволяет осуществлять видеозапись качества D1 и создавать DVD-фильмы, которые можно смотреть на экране большого телевизора. Можно производить замедленную съёмку со скоростью 120 кадр/с. Разрешение WVGA сенсорного LCD-дисплея дает четкость вчетверо большую, чем QVGA. ARENA воспроизводит видео форматов DVD, DivX или Xvid. Телефон сертифицирован Dolby Mobile. Предустановленные эквалайзеры помогают настроить звук в зависимости от музыкального жанра и индивидуальных предпочтений пользователя. Благодаря встроенному радиопередатчику можно слушать музыку с телефона через стереосистему в автомобиле или дома. Гнезда в 3,5 мм делают ARENA совместимым с любыми наушниками.
LG KM900 Arena поддерживает стандарт 3G HSDPA 7.2 и совместим с Google Mobile Service с возможностью поиска в системе Google, работы в Gmail, YouTube и блогах.
Некоторые экземпляры попадаются бракованными, то есть тормозят, выключаются, перезагружаются сами по себе. Но большинство экземпляров работают идеально. В последних прошивках реализация java-машины оставляет желать лучшего, в более старых прошивках проблем с ней нет.

## Возможности и характеристики
| Технические характеристики        | Технические характеристики                                                |
| --------------------------------- | ------------------------------------------------------------------------- |
| Частотный диапазон                | Сети GSM 900/1800/1900, UMTS 900/2100, GPRS, EDGE, HSDPA                  |
| Размер                            | 106×55×12 мм                                                              |
| Вес с аккумулятором               | 105 г                                                                     |
| Ёмкость стандартного аккумулятора | 1000 мА·ч                                                                 |
| Время работы                      | 1-2 суток                                                                 |
| Дисплей                           | 3 дюйма, TFT, 16 млн цветов, 800×480 точек                                |
| Камера                            | CMOS, макс. 2560×1920 точек, автофокус, подсветка                         |
| Запись видео                      | 720×480 точек, 30 fps                                                     |
| Оперативная память                | Неизвестна, но не более 128 МБ                                            |
| Встроенная память                 | 8 ГБ                                                                      |
| Внешняя память                    | microSD до 32 ГБ                                                          |
| Телефонная книга                  | 1000 записей, до 5 номеров, 2 e-mail и 9 доп. полей на каждую, группы     |
| Интерфейсы                        | USB 2.0, Bluetooth 2.0 (+EDR), Wi-Fi 802.11b/g                            |
| Дополнительные возможности        | FM-радио, медиаплеер (A2DP), поддержка DivX, H.264, A-GPS, FM-трансмиттер |